# Vincitori e vinti
Vincitori e vinti (Judgment at Nuremberg) è un film del 1961 diretto e prodotto da Stanley Kramer. La pellicola tratta del terzo dei dodici processi per crimini di guerra che le autorità statunitensi indissero a Norimberga nell'ambito dei processi secondari.

## Trama
Norimberga, 1948. Dan Haywood, un anziano giudice statunitense, viene invitato a presiedere una corte penale militare in un processo intentato contro 4 gerarchi tedeschi, accusati di aver commesso crimini contro l'umanità durante il Terzo Reich; essi affrontano il processo ognuno a suo modo: chi non tradisce il suo antico ideale, chi invece, come Ernst Janning, si trincera dietro un assoluto silenzio, rifiutando così ogni difesa.
Nei momenti di libertà, al di fuori dell'attività giudiziaria, Haywood cerca in ogni modo di capire la realtà del paese e la mentalità dei suoi abitanti, incontrando diverse persone, come la signora Bertholt, nobile tedesca decaduta e vedova di un ufficiale della Wehrmacht giustiziato da un tribunale statunitense. Nello stesso periodo nel quale si svolge il processo inizia la guerra fredda, con il blocco sovietico di Berlino, cui gli statunitensi rispondono con un ponte aereo. In questo clima, la Bertholt suggerisce a Haywood di guardare al futuro e cerca di persuaderlo del fatto che non tutti i tedeschi sono come i nazisti.

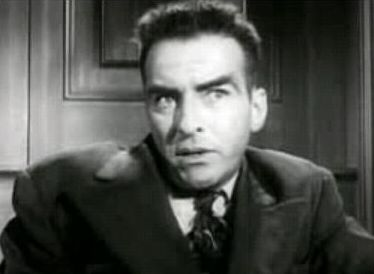
Montgomery Clift in una scena

Al processo, Janning decide di ammettere le sue colpe, nonostante la determinata e brillante difesa del giovane avvocato Hans Rolfe, che si è offerto di patrocinarlo. Ciò accade durante una delle ultime udienze, in cui viene raccolta la deposizione della testimone Irene Hoffmann, protagonista del caso di Lehman Feldenstein, un anziano 65enne ebreo accusato ingiustamente di aver avuto rapporti sessuali proprio con la Hoffmann, allora 16enne, e quindi condannato a morte per «avvelenamento della razza».
Sia il giudice Haywood che il pubblico ministero, il colonnello Ted Lawson, vengono invitati dai loro collaboratori a riflettere sulle gravi conseguenze che una condanna troppo severa potrebbe avere sui rapporti diplomatici tra USA e Germania, tenendo conto che quest'ultima sarebbe comunque un valido baluardo contro la diffusione del Comunismo in Europa. Ma i due magistrati svolgono il loro incarico fino in fondo, per onorare il loro spiccato senso di giustizia e di verità. Viene quindi emanato un verdetto di colpevolezza.
Alla lettura della sentenza, votata da due giudici su tre, il presidente Haywood dichiara che la vera parte lesa del processo è la civiltà; afferma che il collegio giudicante si è basato su tre valori: giustizia, verità e valore di ogni essere umano; si rifiuta di riconoscere ai 4 imputati qualsiasi attenuante, poiché essi sapevano ciò che facevano, e condanna ciascuno all'ergastolo. Il giorno stesso del suo rientro negli Stati Uniti d'America, Janning chiede al presidente Haywood un incontro in carcere, e l'altro accetta, seppur titubante. 
Nel breve colloquio che segue, Janning manifesta tutta la sua stima al presidente e gli consegna un suo diario. Ma soprattutto tiene ad affermare, a proposito degli orrori perpetrati dal Nazismo, che mai avrebbe immaginato, in profonda buona fede, che si potesse giungere a tali livelli di efferatezza e di crudeltà. Al che Haywood risponde, riferendosi al caso Feldenstein, con una breve, semplice frase che esprime in pieno il senso e la tragedia di tutto ciò che è avvenuto: Doveva capirlo la prima volta che condannò un uomo sapendolo innocente. Haywood parte; una scheda del titolo informa il pubblico che, dei 99 imputati condannati a pene detentive nei processi di Norimberga che si sono svolti nella zona statunitense, nessuno stava ancora scontando una pena quando il film è uscito nel 1961.

## Riconoscimenti
- 1962 - Premio Oscar
  - Miglior attore protagonista a Maximilian Schell
  - Migliore sceneggiatura non originale a Abby Mann
  - Candidatura Miglior film a Stanley Kramer
  - Candidatura Migliore regia a Stanley Kramer
  - Candidatura Miglior attore protagonista a Spencer Tracy
  - Candidatura Miglior attore non protagonista a Montgomery Clift
  - Candidatura Miglior attrice non protagonista a Judy Garland
  - Candidatura Migliore fotografia a Ernest Laszlo
  - Candidatura Migliore scenografia a Rudolph Sternad e George Milo
  - Candidatura Migliori costumi a Jean Louis
  - Candidatura Miglior montaggio a Frederic Knudtson
- 1962 - Golden Globe
  - Migliore regia a Stanley Kramer
  - Miglior attore in un film drammatico a Maximilian Schell
  - Candidatura Miglior film drammatico
  - Candidatura Miglior film promotore di amicizia internazionale
  - Candidatura Miglior attore non protagonista a Montgomery Clift
  - Candidatura Miglior attrice non protagonista a Judy Garland

- 1962 - Premio BAFTA
  - Candidatura Miglior film
  - Candidatura Miglior attore straniero a Montgomery Clift
  - Candidatura Miglior attore straniero a Maximilian Schell
- 1962 - David di Donatello
  - Miglior film straniero
  - Miglior attore straniero a Spencer Tracy
  - David Speciale ("per la sua performance") a Marlene Dietrich
- 1962 - Nastro d'argento
  - Regista del miglior film straniero a Stanley Kramer
- 1961 - National Board of Review Award
  - Migliori dieci film
- 1969 - New York Film Critics Circle Award
  - Miglior attore protagonista a Maximilian Schell
  - Migliore sceneggiatura a Abby Mann
  - Candidatura Miglior film
- 1962 - Eddie Award
  - Candidatura Miglior montaggio a Frederic Knudtson

- 1962 - Premio Bodil
  - Miglior film statunitense a Stanley Kramer
- 1963 - Cinema Writers Circle Award
  - Miglior film straniero a Stanley Kramer
- 1962 - DGA Award
  - Candidatura Miglior regia a Stanley Kramer
- 1963 - Fotogramma d'argento
  - Migliore attore straniero a Spencer Tracy
- 1962 - Laurel Award
  - Candidatura Miglior film drammatico
  - Candidatura Miglior attore in un film drammatico a Maximilian Schell
  - Candidatura Miglior attore non protagonista a Montgomery Clift
  - Candidatura Miglior attrice non protagonista a Judy Garland
  - Candidatura Migliore fotografia a Ernst Laszlo
- 1962 - WGA Award
  - Candidatura Miglior sceneggiatura originale a Abby Mann

Nel giugno del 2008 l'American Film Institute, dopo un sondaggio che ha coinvolto oltre 1500 appartenenti alla comunità artistica, ha reso noto la sua classifica "Ten Top Ten". In essa a Vincitori e vinti è stata assegnata la posizione di decimo miglior film nella categoria dramma giudiziario.
Nel 2013 è stato scelto per essere conservato nel National Film Registry della Biblioteca del Congresso degli Stati Uniti d'America.